# Prionolabis paramunda
Prionolabis paramunda är en tvåvingeart som först beskrevs av Alexander 1949.  Prionolabis paramunda ingår i släktet Prionolabis och familjen småharkrankar. Inga underarter finns listade i Catalogue of Life.